# Dashiell Hammett
Samuel Dashiell Hammett (født 27. maj 1894, død 10. januar 1961) var en amerikansk forfatter, født i St. Mary’s County, USA og død i New York City. 
Hammett skrev fortrinsvis kriminalnoveller, men også kriminalromaner, hvoraf 6 er udkommet på dansk.

## Biografi
Hammett havde ingen formel uddannelse, men arbejdede i et utal af brancher fra 14-årsalderen. I et par perioder før og efter første verdenskrig var han ansat som efterforsker i Pinkertons detektivbureau. Erfaringerne herfra præger mange af Hammetts romaner. Forfatterskabet begyndte, da tuberkulose tvang Hammett til at opgive detektivjobbet. Senere arbejdede han også periodevis i reklamebranchen, og som kritiker og filmmanusforfatter.
Dashiell Hammett blev som kommunistisk sympatisør idømt en fængselsstraf på seks måneder under McCarthy-processerne og mistede indtægterne fra Hollywood, hvorefter han måtte kæmpe mod bundløs gæld og store økonomiske problemer.
Dashiell Hammett var meget belæst, og  hans fortællinger er påvirkede af alt fra klassisk drama og myte via islandske sagaer til 1900-tallets populærlitteratur. Forfatterskabet består stort set af noveller; de fleste publiceret i «pulp»-magasinet Black Mask. Hammetts romaner blev først publicerede som føljetoner eller novellesuiter i dette blad. Han arbejdede også med tegneserier og var den første forfattere til avisserien Secret Agent X-9 (illustreret af Alex Raymond).

## Temaer
Et tema i Hammetts forfatterskab er det korrupte og voldsplagede lokalsamfund, i fortællinger som «Nightmare Town», «Corkscrew» og Red Harvest.Red Harvest bygger delvis på forfatterens egne erfaringer i Butte, Montana, lige efter verdenskrigen. Corkscrew er også et eksempel på Hammetts interesse for genrelitteratur – her en westernhistorie placeret i forfatterens samtid. «This King Business» er til dels en parodi på datidens populære «Ruritania»-historier, hvor en ung amerikaner ender som konge i en europæisk lilleputstat (hos Hammett får den navnløse detektiv opgaven med at redde amerikaneren og pengene fra det politiske kaos, som opstår). Også andre fortællinger skildrer samfund, hvor vold og kriminalitet truer selve samfundsstrukturen. Hammetts politiske synspunkter taget i betragtning, kan dette læses som en advarsel mod kapitalismen i sin mest brutale udgave. Et andet Hammett-motiv finder vi i romanen The Glass Key: Et ødipalt præget far/søn-forhold mellem en korrupt samfundsstøtte og hans yngre assistent. De fleste af Hammetts helt/antihelt-fremstillinger bærer et præg af selvportræt.

## Hovedpersonerne
I et flertal af novellerne, i novellesuiten The Dain Curse og romanen Red Harvest (også oprindelig en novellesuite), er hovedpersonen den navnløse detektiv fra Continental detektivbureau. Han er en lille overvægtig og skaldet, midaldrende mand uden bemærkelsesværdigt privatliv. Hammetts mest kendte detektiv er formentlig (takket være Humphrey Bogarts rolle i John Hustons The Maltese Falcon Sam Spade, som optræder i romanen The Maltese Falcon og tre noveller. Ned Beaumont (The Glass Key) og Nick Charles (The Thin Man) har stærke fællestegn med forfatteren selv.